# Sōkratīs Psaropoulos
Sōkratīs Psaropoulos (in greco Σωκράτης Ψαρόπουλος?; Amarousio, 6 maggio 1992) è un cestista greco.